# Muonio (gemeente)

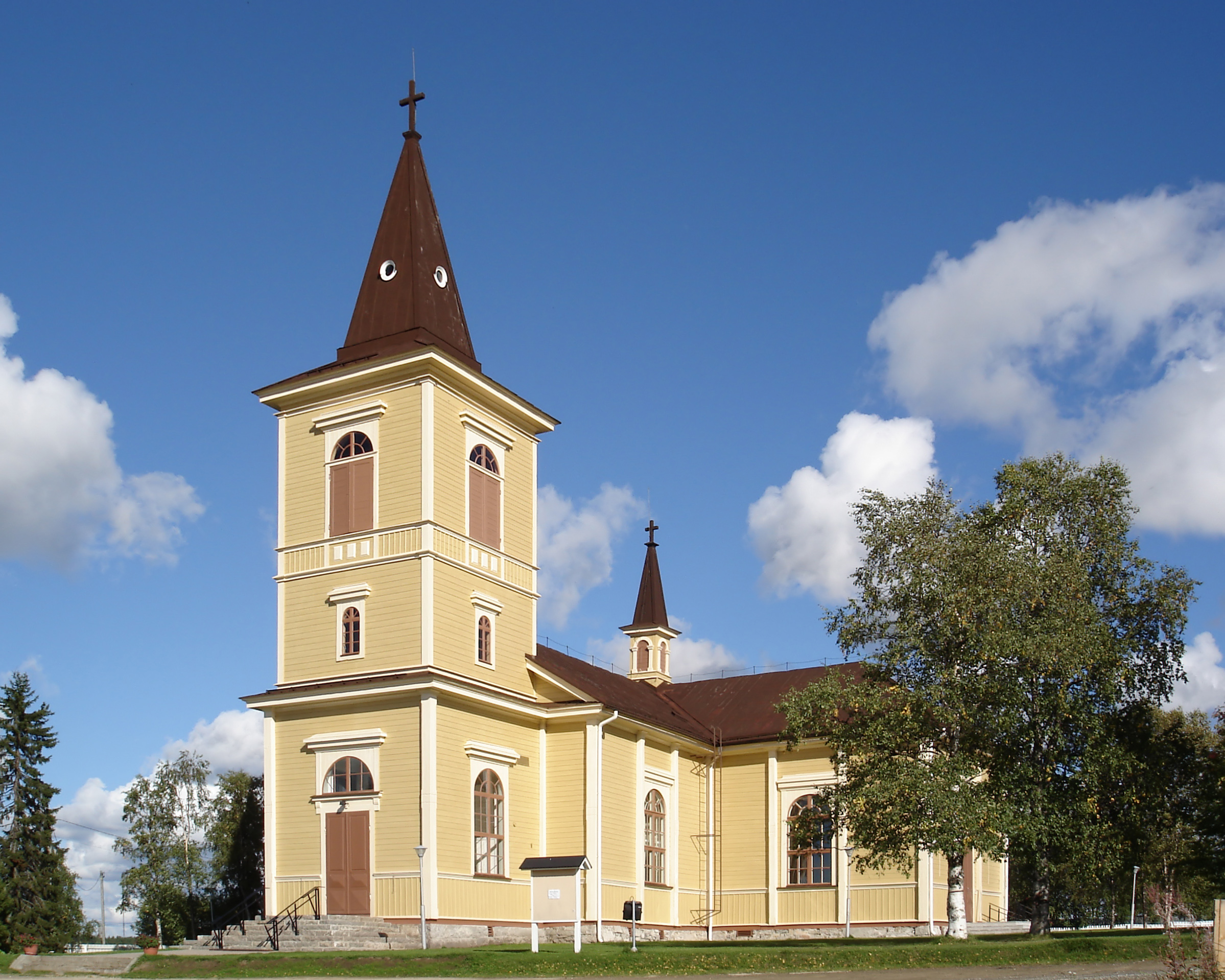
Kerk van Muonio

Muonio is een gemeente in het Finse landschap Lapland. Het ligt 200 kilometer boven de poolcirkel. Het is tevens de naam van het grootste dorp in deze gemeente.

## Geografie
Muonio behoort geografisch tot Fjell-Lapland. Het heeft een oppervlakte van 1.904,05 km², waarvan 132 km² water. De gemeente heeft 2.281 inwoners (2022) en een bevolkingsdichtheid van 1.2
inwoners per km².
De belangrijkste natuurbezienswaardigheden in de omgeving zijn het Pallas-Ounastunturi Nationaal Park en de rivier de Muonio, die hier de grens vormt tussen Finland en Zweden. Het Pallas-Ounastunturi Nationaal Park ligt deels ook in de gemeente Enontekiö. Een ander deel van het park, nu behorend tot de gemeente Muonio, was tot 2006 gelegen in de gemeente Kittilä. Door de toevoeging van dit gedeelte aan Muonio nam de oppervlakte van de gemeente met 7,5% toe.
In Muonio duurt de poolnacht van begin december tot midden januari (ca. 13 januari), terwijl de middernachtzon schijnt van begin juni tot bijna begin augustus.
Muonio is een van de gemeenten in Fins Lapland waar het Samisch de status van officiële taal heeft.

## Economie
De werkloosheid is in Muonio lager dan in de overige gemeenten van Noord-Lapland. De reden hiervoor zijn de hier gelegen testbanen van de Europese auto- en bandenfabrikanten, die in de afgelopen jaren de grootste werkgevers van de regio zijn geworden.

### Sport
Door de quasi-subarctische ligging begint het wintersportseizoen in Muonio al erg vroeg. De eerste internationale biatlon wedstrijden vinden jaarlijks eind november plaats. Een andere belangrijke sportgebeurtenis is de "Laponia"-langlaufloop, die jaarlijks in maart door het Pallas-Ounastunturi Nationaal Park voert.